# Miner fosc
El miner fosc (Sclerurus obscurior) és una espècie d'ocell de la família dels furnàrids (Furnariidae).

## Hàbitat i distribució
Habita el sotabosc de la selva humida a les terres baixes i muntanyes fins als 2000 m, des de Colòmbia, nord-oest i sud de Veneçuela, Guyana i Guaiana Francesa, cap al sud, a través dels Andes de l'oest i est d'Equador i est del Perú fins al nord i l'est de Bolívia i sud de l'Amazònia i el sud-est del Brasil.

## Taxonomia
Recentment ha estat separat de Sclerurus mexicanus.